# Língua tutelo
Tutelo, também chamada Tutelo Saponi, é um membro virginiano das línguas sioux que já foi originalmente falada nas áreas onde ficam hoje Virginia e Virgínia Ocidental, bem como em áreas para onde foram seus falantes, tais como Carolina do Norte, Pennsylvania, Nova Iorque e Ontário. Foi falada pelos povos Tutelo, Saponi, Occaneechi, Manahoac, Monacan.

## Falantes
O último falante fluente de sangue puro Tutelo, Nikonha, morreu em 1871 aos 106 anos, mas conseguiu transmitir cerca de 100 palavras de vocabulário ao etnólogo Horatio Hale, que o visitou na “Primeira Nação do Grande Rio” em Ontário no ano anterior. No entanto, o conhecimento da linguagem e da gramática foi preservado por pessoas de origem mista Tutelo e Cayuga do “Grand River”, já no século XX, tais como J. N. B. Hewitt, James Owen Dorsey, Leo J. Frachtenberg, Edward Sapir, Frank Speck e Marianne Mithun

## Documentação
Hale publicou uma breve gramática e um vocabulário em 1883 e confirmou o idioma como Sioux através de comparações com Dakota e Hidatsa. Seu entusiasmo em encontrar uma antiga língua Dakotana que já fora difundida na Virgínia, para ser preservada numa reserva iroquesa em Ontário, foi considerável. Anteriormente, a única informação registrada sobre o idioma tinha sido uma pequena lista de palavras e frases coletadas pelo tenente John Fontaine em Fort Christanna em 1716 e alguns termos variados registrados por fontes coloniais, como John Lederer , Abraham Wood, Hugh Jones e William Byrd II. Hale observou o testemunho do historiador colonial Robert Beverley, Jr. de que o dialeto presumivelmente relacionado do Occaneechi foi usado como uma "lingua franca" por todas as tribos em numa que tinha um grande estoque linguístico. Tal língua franca era conhecida pelos chefes, "feiticairos" e sacerdotes de todas as tribos, que até a usavam em suas cerimônias, assim como os sacerdotes europeus usavam o latim. A gramática de Hale também notou mais comparações ao Latim e ao Grego antigo em termos da natureza clássica da rica variedade de tempos verbais de Tutelo disponíveis para oa falantea, incluindo o que ele observou como um "aorismo" um verbo perfeito, terminando em "-wa".
James Dorsey, outro linguista do Sioux, coletou amplo vocabulário e amostras de gramática ao mesmo tempo que Hale, assim como Hewitt alguns anos depois. Frachtberg e Sapir foram ambos visitados na primeira década dos anos 1900 e acredita-se que silenciaram por uma pouca ascendência Cayuga de Tutelo. Bacon fez muito trabalho de campo na preservação de suas tradições na década de 1930, mas encontrou poucos falantes restantes. Mithun conseguiu coletar um muitos termos ainda lembrados em 1980
Acredita-se que o idioma, preservado pelos esforços, tenha sido mutuamente inteligível com, se não idêntico ao falar de outros grupos de Sioux da Virgínia, Sioux gerall, incluindo o Monacan e o Manahoac e as confederações Nahyssan, bem como as subdivisões de Occaneechi, Saponi, etc.
No século XXI, tem havido interesse, especialmente entre descendentes dos grupos nativos originais, em linguagem contemporânea [[ revitalization.

## Escrita
A língua Tutelo usa uma forma do alfabeto latino sem as letras B, D, G, J, Q, R, V, Z; usa as formas Ch, Kh, Ph, Th e o apóstrofo (‘).
As 5 vogais são usadas simples, duplas e também seguidas de ñ para nasalização;

## Fonologia
Oliverio proposes the following analysis of the sound system of Tutelo:

### Consoantes
|             |                   | Labial | Dental | Palatal | Velar | Glotal |
| ----------- | ----------------- | ------ | ------ | ------- | ----- | ------ |
| Plosiva     | Tênue plana       | p      | t      |         | k     | ʔ      |
| Plosiva     | aspirada aspirada | pʰ     | tʰ     |         | kʰ    |        |
| Africada    | Tênue plana       |        |        | tʃ      |       |        |
| Africada    | aspirada aspirada |        |        | tʃʰ     |       |        |
| Fricative   | Fricative         |        | s      | ʃ       | x     | h      |
| Nasal       | Nasal             | m      | n      |         |       |        |
| Lateral     | Lateral           |        | l      |         |       |        |
| Aproximante | Aproximante       | w      |        | j       |       |        |

### Vogais
Tutelo possui um inventário de vogais padrão para uma língua Sioux. Os sons das letras *ũ e *ũ do Proto-Sioux se alteraram para /õ/ e /õː/, respectivamente.

#### Orais
|                      | Anterior             | Anterior             | Central              | Central              | Posterior            | Posterior |
| -------------------- | -------------------- | -------------------- | -------------------- | -------------------- | -------------------- | --------- |
| Vogal fonêmica curta | Vogal fonêmica longa | Vogal fonêmica curta | Vogal fonêmica longa | Vogal fonêmica curta | Vogal fonêmica longa |           |
| Fechada              | i                    | iː                   |                      |                      | u                    | uː        |
| Medial               | e                    | eː                   |                      |                      | o                    | oː        |
| Aberta               |                      |                      | a                    | aː                   |                      |           |

#### Nasais
|                      | Anterior             | Anterior             | Central              | Central              | Posterior            | Posterior |
| -------------------- | -------------------- | -------------------- | -------------------- | -------------------- | -------------------- | --------- |
| Vogal fonêmica curta | Vogal fonêmica longa | Vogal fonêmica curta | Vogal fonêmica longa | Vogal fonêmica curta | Vogal fonêmica longa |           |
| Fechada              | ĩ                    | ĩː                   |                      |                      |                      |           |
| Medial               |                      |                      |                      |                      | õ                    | õː        |
| Aberta               |                      |                      | ã                    | ãː                   |                      |           |

## Gramática
Os pronomes pessoais independentes, conforme registrado por Dorsey, são:
- 1ª sing. - Mima (Eu)
- 2ª sing. - Yima (Tu)
- 3ª sing. - Ima (Ele, Ela)

O pronome Huk "tudo" pode ser adicionado para formar os plurais Mimahuk "nós" r Yimahuk "ye", e "eles" é Imahese.
Nas conjugações verbais, os pronomes em questão são representados por vários prefixos, infixos e/ou sufixos, geralmente como segue:
- 1ª sing. - Ma- ou Wa- (ou -ma-, -wa-)
- 2ª sing. - Ya- (-ya-)
- 3ª sing. - (sem afixos)
- 1ª plur. - Mank- ou Wa'en- (só prefixo)
- 2ª plur. - Ya- (-ya-) + -pui
- 3ª plur. - --hle, -hne.

Um exemplo dado por Hale é o verbo Yandosteka "amar", ficando o infixo entre yando- e -steka:
- Yandowasteka, Ei amo
- Yandoyasteka, Tu amas
- Yandosteka, Ele/Ela ama
- Mankyandosteka, Nós amamos
- Yandoyastekapui, Vocês amam
- Yandostekahnese, Eles/Elas amam.

A última forma inclui o sufixo de tempo adicional -se, que literalmente transmite sentido de tempo progressivo. Há também classes "estativas" de verbos que levam o afixo de pronome "passivo" (oblíquo) (mi- or wi-, yi- etc.) como sujeitos.
Os tempos adicionais podem ser formados pelo uso de outros sufixos, incluindo -ka (passado), -ta (futuro), -wa (aorista ou perfeito), -kewa ' (passado perfeito) e -ma (perfeito progressivo). As regras para combinar os sufixos com as vogais finais das raízes são ligeiramente complexas.

## Amostra de texto
Ekue itani okahok amai, mantoi, moni, yoma hena amai toka gidaya hua. Waneni yahuaoka, wien imahese tahontaneki ihao otoi, mangree sani ngowa hohiowa, nikas nanqluba. Yangoaw maesan hoyahane mikito waneni nikas wet hinosek inewa enugide ire aoma maqgitambui sementa gide. Wetmae nanka akateka tokenaq asanitkueniq nikas nahmabe kisuina. Aoma maqgitambui hentkooq neke waneni bi. Wetmae konspewa nahambe akatia maste. Wangowa biwa ire yim nikas hena amai okahok ngoka.
Português
Grande chefe de toda a terra, o céu, as águas, tu fizeste uma mãe terra de onde tudo vem. O inverno chegou, as árvores estão sem folhas e os ventos frios trazem neve e gelo. Dê-nos os frutos doces do inverno e deixe nossos arcos. Deixe-nos ficar quentes à medida que a neve se torna gelo. Faça bons nossos caminhos neste inverno. Lembremo-nos dos dias quentes da primavera. Dou graças a ti e à mãe da terra por tudo o que tu deste.